# لويري بورتو سان باولو
لويري بورتو سان باولو، (بالإنجليزية: Loiri Porto San Paolo)‏، (سردينيا: Lòiri-Portu Santu Paulu)، هي بلدية في مقاطعة سسارة، في منطقة سردينيا الإيطالية ، وتقع على بعد حوالي 180 كم (110 ميل) إلى الشمال من كالياري، و حوالي 7 كيلومترات (4 ميل) جنوب أولبيا. المركز الإداري هو لويري، (Gallurese: Lòiri)، (سردينيا: Lòiri).

## السكان
في سنة 1861 بلغ عدد السكان 595 نسمة، وتطور العدد ليصل في سنة 2011 لـ 3٬234 نسمة.
يظهر هذا المخطط البياني تطور النمو السكاني لـ لويري بورتو سان باولو